# Branchellion torpedinis
Branchellion torpedinis is een ringworm uit de familie van de Piscicolidae. De wetenschappelijke naam van de soort is voor het eerst geldig gepubliceerd in 1822 door Savigny.